# Фінансовий кредит
Фіна́нсовий креди́т — кошти, що надаються банком-резидентом або нерезидентом, кваліфікованим як банківська установа згідно з законодавством країни перебування нерезидента, або резидентами і нерезидентами, які мають статус небанківських фінансових установ, згідно з відповідним законодавством у позику юридичній або фізичній особі на визначений строк, для цільового використання та під процент. Правила надання Ф. к. встановлюються Національним банком України (стосовно банківських кредитів), а також Кабінетом Міністрів України (стосовно небанківських фінансових організацій) відповідно до законодавства.